# Tài trợ
Tài trợ hay còn gọi là đài thọ hay cấp quỹ hay chu cấp kinh phí là việc cung cấp tài nguyên, nguồn lực thường là dưới hình thức tiền (làm tài chính), hoặc các giá trị khác như nỗ lực hoặc thời gian (vốn cổ phần mồ hôi), cho một dự án, một người, một doanh nghiệp, hoặc bất kỳ tổ chức tư nhân hoặc công cộng nào khác. Quá trình tập hợp và thu thập quỹ được gọi là gây quỹ. Các nguồn tài trợ bao gồm tín dụng, vốn mạo hiểm, quyên góp, viện trợ, tiết kiệm, trợ cấp và thuế.
Các tài trợ như quyên góp, trợ cấp và viện trợ không có các yêu cầu trực tiếp cho hoàn vốn đầu tư được mô tả như "tài trợ mềm" hay "tài trợ đám đông". Tài trợ tạo điều kiện cho việc trao đổi quyền sở hữu vốn cổ phần trong một công ty cho đầu tư vốn thông qua một cổng thông tin tài trợ trên mạng như theo Jumpstart Our Business Startups Act (thay thế, "JOBS Act of 2012") (Hoa Kỳ) được biết đến như tài trợ đám đông vốn chủ sở hữu. Các quỹ có thể được phân bổ cho các mục đích cả ngắn hạn và dài hạn. Những người tài trợ thường được ví von là Mạnh Thường Quân.

## Kinh tế

Dòng các quỹ từ người cho vay sang người vay.

Trong kinh tế các quỹ được đưa vào thị trường nhu vốn bởi những người cho vay và được nhận như các khoản vay của các người vay. Có hai cách trong đó vốn có thể kết thúc ở người vay. Người cho vay có thể cho vay vốn tới một trung gian tài chính đổi lại tiền lãi. Các trung gian tài chính này sau đó tái đầu tư số tiền đổi lại một tỷ lệ lãi cao hơn. Việc sử dụng các trung gian tài chính để tài trợ cho các hoạt động được gọi là tài chính gián tiếp. Người cho vay cũng có thể đi theo các thị trường tài chính cho vay trực tiếp đến người vay. Phương pháp này được gọi là tài chính trực tiếp.